# Mauzinette
 (janvier 2023).
 (janvier 2023).
- Si vous ne connaissez pas le sujet, laissez ce bandeau (vous pouvez alors contacter les auteurs).
- Si vous supprimez le contenu mis en cause (vous pouvez préalablement contacter les auteurs),

argumentez précisément cette suppression dans la page de discussion
(un manque de référence n'est pas un argument ; une recherche réelle de référence doit avoir été effectuée, être formellement documentée).
Ne doit pas être confondu avec Voiture Mauzin.
Les Mauzinettes sont des petites remorques d'enregistrement de la géométrie des voies ferrées qui permettent la localisation et la mesure des défauts et déformations des voies ferrées. 

## Description
Ces petites remorques, conçues dans les années 1950, dérivent des voitures Mauzin, inventées par André Mauzin (1901-1995), ingénieur en chef à la SNCF et directeur de la Section d'Essais et Recherche de la Direction du Matériel. Elles ont été construites par les ateliers SNCF de Strasbourg sur base de châssis Billard au milieu des années 50, pour épauler de manière plus économique et moins contraignante les voitures Mauzin, sur les petites lignes et voies de services notamment.
Les paramètres de voies qui sont mesurés par ces remorques sont les gauches ainsi que l'écartement. Pour ce faire, elles disposent de 4 essieux : 2 porteurs aux extrémités, et 2 au centre avec un diamètre de roue inférieur disposés sur un petit chariot. C'est au niveau de ces 2 essieux que sont réalisées les mesures, au moyen d'appareillages et de dispositifs spécifiques montés sur le chariot. 
Non motorisées, et dû à leurs faible empattement ainsi qu'à leurs faible diamètre de roues, ces remorques sont autorisées à la vitesse maximale de 60 km/h en acheminement. C'est principalement pour ces raisons que lors de leurs transferts sur de longues distances elles sont acheminées par camion sur remorque routière principalement de nos jours, ou sur wagons plats spéciaux CAR (Couplage Auto-chargeur à Rampe) plus rarement et surtout plus anciennement. Néanmoins, lors de transferts sur de courtes distances ou sur des lignes à faibles trafic, elles peuvent être acheminées en queue de trains, ou remorquées par des draisines (principalement des DU 65, DU 84, DU 94 B, BR 81) ou par des locotracteurs (principalement des Y 9000, Y 8000, Y 8400). Des locomotives (BB 63500, BB 64600, BB 66000, BB 66400) peuvent également les remorquer, mais de façon plus rare. Lors des marches de mesures, où elles sont limitées à 30 km/h, elles sont principalement remorquées par les engins moteurs à batterie 24V uniquement.
Aujourd'hui, les 4 remorques modernisées dans les années 90 sont toujours en service, plus de 70 ans après leur conception et fabrication, ce qui témoigne entre autres de la fiabilité du système Mauzin.

## Livrées
Les Mauzinettes ont connu trois livrées successives :
- La livrée Rouge et crème d'origine, livrée alors en vigueur sur le parc de draisines et d'autorails plus généralement;
- La livrée Bleu Blanc Gris de l'AEF (Agence d'Essai Ferroviaire)/l'AES (Agence des Engins Spéciaux), lors de leur seconde modernisation dans les années 90;
- La livrée Vigirail, lors de leur troisième modernisation à la fin des années 2010, livrée également appliquée aux wagons SIM, au VT2, ...

## Immatriculation
À l'origine, les Mauzinettes ne sont pas nommées comme tel, mais comme « Remorque N°X de Vérification des Voies », avec X de 1 à 8, le nombre de remorques construite. En effet Mauzinette n'est à l'origine qu'un surnom en référence aux voitures Mauzin, avec le « -ette » pour marquer le fait que ce sont de petites voitures Mauzin, néanmoins, ce surnom deviendra officiel par la suite[source secondaire souhaitée].
Avec la seconde modernisation apparait la numérotation en « Mauzinette N°X » avec X de 1 à 4, le nombre de remorques ayant subi cette seconde modernisation. Toutefois, les numéros des remorques ne correspondent plus à ceux de l'origine.
L'immatriculation actuelle que portent les Mauzinettes est l'immatriculation UIC, dans la tranche 99 87 97 62 021 à 99 87 97 62 024. Néanmoins pour plus de facilité entre autres, il est toujours inscrit en plus de l'immatriculation UIC « Mauzinette N°1 » à « Mauzinette N°4 » sur les remorques.

## Modernisation
Initialement leur caisse était identique aux caisses des draisines DU 49/DU 50, néanmoins, à la fin des années 1960, elles sont une première fois modernisées avec le remplacement de leurs caisses par de nouvelles caisses, également utilisées lors de la modernisation de nombreuses séries de draisines comme les DU 49 et DU 50 principalement.
Au cours des années 1990, 4 d'entre elles sont une nouvelle fois modernisées et reçoivent la livrée Bleu Blanc Gris. Les 4 remorques choisies sont renumérotées de 1 à 4, tandis que celles non-modernisé sont progressivement radiées.
Les 4 remorques restantes sont ensuite une troisième fois modernisées à la fin des années 2010, et reçoivent la livrée Vigirail.
Comme tous les engins de l'Infra de France, la maintenance lourde, les grandes révisions, et les modernisations sont effectuées par l'établissement industriel équipement de Brive-la-Gaillarde (devenu EIV Quercy-Corrèze).

## Préservation

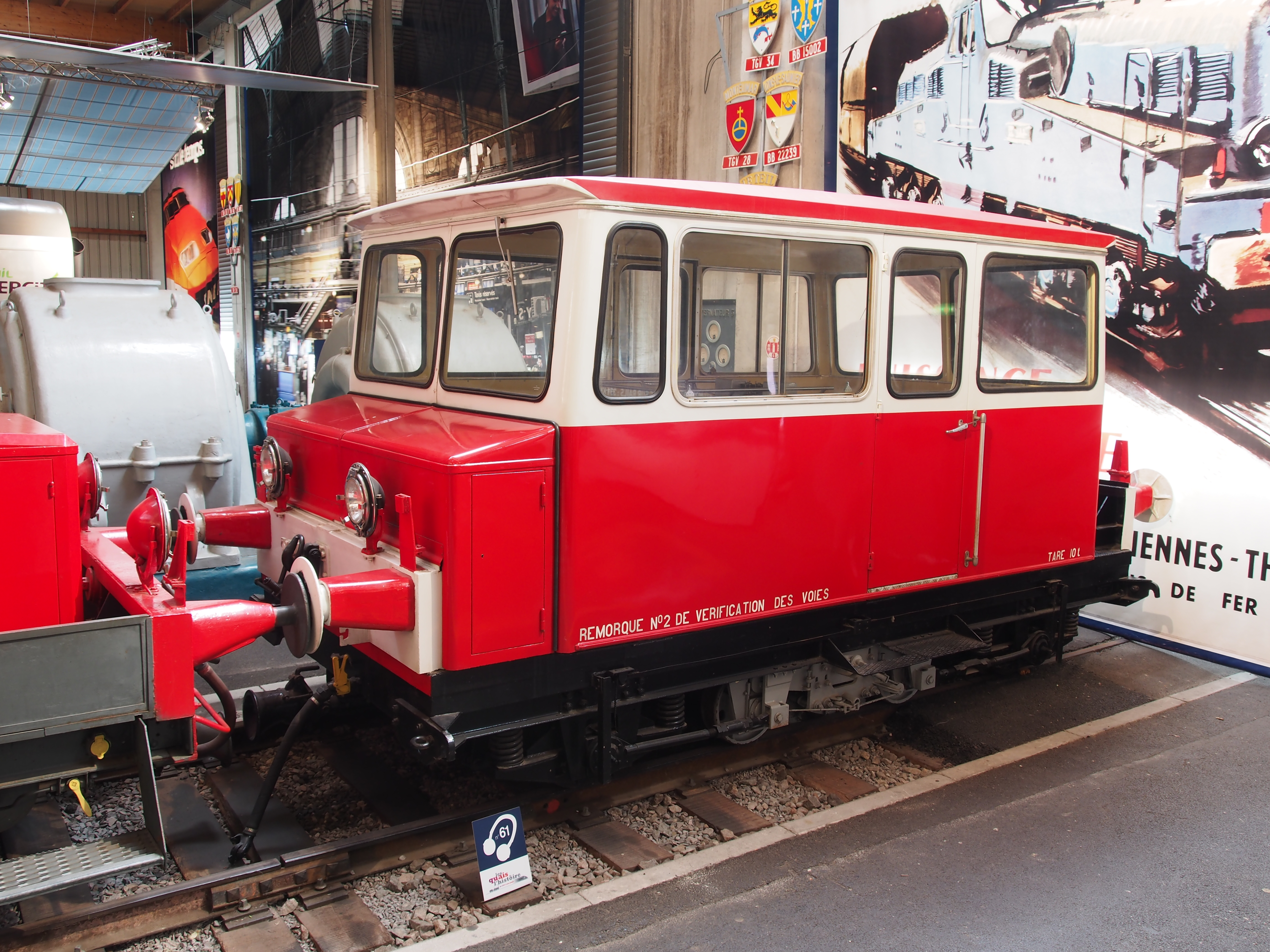
Mauzinette n°2 préservée à la Cité du Train à Mulhouse.

- Mauzinette n°2 : préservée par la Cité du train à Mulhouse[4]. À la suite de la renumérotation des remorques lors de la seconde modernisation, il y a deux Mauzinettes numéro 2 qu'il ne faut pas confondre : celle préservée à la Cité du train en livrée Rouge et Crème d'origine, et celle actuellement en livrée Vigirail, qui est toujours en activité aujourd'hui.

## Modélisme
Cette remorque a été reproduite en kit à l'échelle H0 par l’artisan AMF 87, en version avec caisse d'origine et en version modernisée.